# Misery Loves Kompany
Misery Loves Kompany è il sesto album in studio del rapper statunitense Tech N9ne, pubblicato nel 2007 a nome Tech N9ne Collabos.

## Tracce
1. Kansas City Shuffle (Intro) – 1:41 – Robert Rebeck
2. Midwest Choppers (featuring D-Loc, Dalima & Krizz Kaliko) – 6:32
3. Misery (featuring The Journalist & Yukmouth) – 4:41
4. That Box (featuring Greed, Krizz Kaliko, Kutt Calhoun, Skatterman & Snug Brim) – 5:50
5. Gangsta Shap (featuring Krizz Kaliko & Kutt Calhoun) – 4:25
6. Sex Out South (featuring Krizz Kaliko & Kutt Calhoun) – 5:31
7. Get Ya Head Right (featuring Money Hungry & Snug Brim) – 4:55
8. Fan or Foe (featuring Krizz Kaliko & T-Nutty) – 4:30
9. Girl Crazy "Crazy Love" – 5:28
10. 2 Piece (featuring Big Scoob, Joe Vertigo & Krizz Kaliko) – 5:05
11. Big Scoob (featuring Big Scoob) – 4:05
12. Yeah Ya Can (featuring Krizz Kaliko & Shadow) – 4:21
13. I Can Feel It (featuring Agginy & The Philstir) – 4:39
14. Karma (Skit) – 0:43
15. You Don't Want It (featuring Krizz Kaliko, Mr. Reece & Prozak) – 3:38
16. Message to the Black Man – 4:58
17. The P.A.S.E.O. (The Poem Aaron Saw Extra Ordinary) – 5:47